# M36 Jackson

Die 90 mm Gun Motor Carriage, M36 (oder auch der M36 Jackson Tank Destroyer) ist ein US-amerikanischer Panzerjäger (Tank Destroyer) der im Zweiten Weltkrieg entwickelt und eingesetzt wurde.

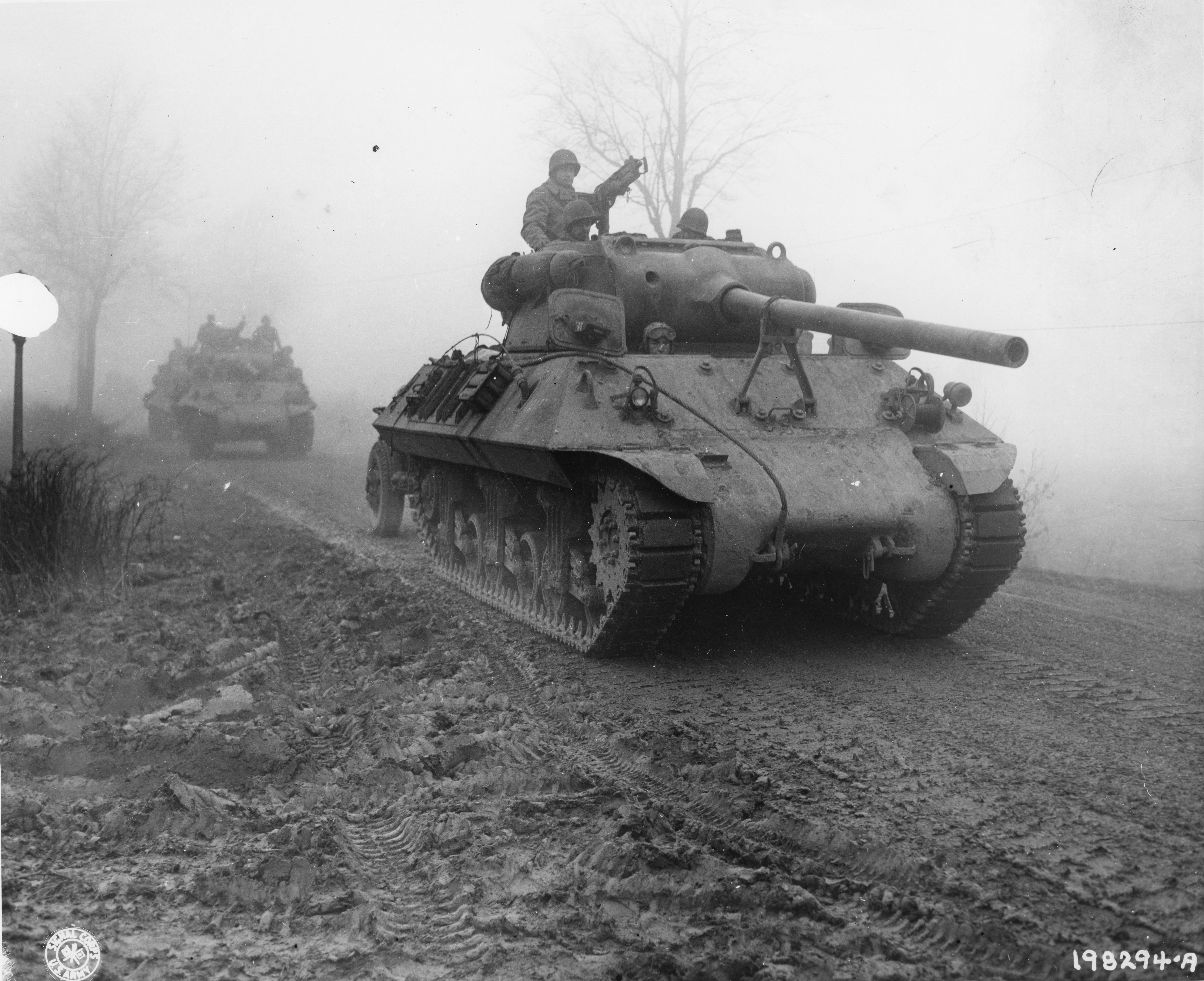
M36 Jackson bei Werbomont/Belgien (20. Dezember 1944)

Als einziges Fahrzeug der Klasse Tank Destroyer erhielt er, wie sonst bei den in Serie gebauten amerikanischen Kampfpanzern üblich, als Beinamen den Namen eines amerikanischen Bürgerkrieg-General: Jackson für Thomas Jonathan Jackson.

## Hintergrund
Die amerikanische Einsatzdoktrin für Kampftruppen, sah bei Eintritt in den Zweiten Weltkrieg in Panzern grundsätzlich erst einmal ein Unterstützungsfahrzeug der Infanterie. Infolgedessen zählte die Bekämpfung gegnerischer Kampfpanzer nicht zur eigentlichen Aufgabe.
Dass diese Konzeption auf dem Schlachtfeld des Zweiten Weltkriegs nicht umsetzbar war, wurde nach den ersten Gefechten mit Beteiligung deutscher Kampfpanzer schnell erkennbar. Die amerikanische Reaktion auf dieses Problem war die Entwicklung eines leichteren, gut im Gelände beweglichen und mit einer leistungsfähigen Waffe versehenen Fahrzeugs, dass erfolgreich gegen die bekannten deutschen Panzertypen wirken konnte.
Es wurde der Tank Destroyer M10 konzipiert, der in seiner Masse leichter war als ein M4 Sherman und mit einer schrägen Panzerung des Aufbaus trotzdem besser vor gegnerischen Beschuss geschützt war. Seine lange 3-in-Gun M7 (76-mm) hatte gegenüber deutschen Panzer III und IV eine überlegene Wirkung und bei seinem ersten Einsatz während der Kämpfe in Nordafrika stellte der Tank Destroyer M10 das stärkste amerikanische Kampffahrzeug auf diesem Kriegsschauplatz dar.
Doch schon in Nordafrika traf der Tank Destroyer M10 auf einen neuen deutschen Panzertypen, dessen frontaler Panzerung seine 3-inch-Gun M7 nicht gewachsen war. Die deutschen Tiger-Panzer waren über größere Distanzen frontal nicht erfolgreich zu bekämpfen.

## Entwicklung
Der Tank Destroyer M36 Jackson (auch bekannt als Slugger) war letztlich eine radikale Weiterentwicklung des M10 Wolverine.
Das Auftreten von schwereren deutschen Panzertypen, den PzKpfw V Panther und PzKpfw VI Tiger war eine Herausforderung für die Tank Destroyer der U.S. Army. So begannen im Spätsommer 1942 amerikanischen Ingenieure mit der Arbeit eine 90-mm-Bewaffnung auf das Fahrgestell des M4 Sherman zu montieren. Die ersten Versuche dieses Geschütz auf dem Fahrgestell unterzubringen führten zum Prototypen 90 mm Gun Motor Carriage T53. Bei diesem Fahrzeug war die 90-mm-Kanone in einer ungeschützen Oberlafette auf dem Fahrzeugheck des M4 Sherman-Fahrgestell montiert. Und noch im August 1942 wurde eine Fertigung von 500 dieser Fahrzeuge beschlossen, wobei die Bestellung später sogar auf 3.500 Fahrzeuge erhöht wurde. Die amerikanische Panzerjäger-Truppen (Tank Destroyer Force) beanstandete, dass der Entwurf des T53 unausgereift sei. In der Erprobung zeigte sich, dass der nunmehr als Weiterentwicklung gefertigte zweite Prototyp, die 90-mm-Gun Motor Carriage T53E1, noch viel weniger den Anforderungen gerecht wurde. Letztlich wurde die Bestellung storniert.
Im Oktober 1942 ließ das Ordnance Department (Amerikanisches Waffenamt) die noch nicht eingeführte 90-mm-Gun T7 in den Turm eines M10 Tank Destroyer einbauen. Dies geschah gegen den Widerstand des amerikanischen Head of the Tank Force, General Andrew Bruce, der den leichten Tank Destroyer 76-mm-Gun Motor Carriage, M18 'Hellcat' für seine Truppen favorisierte.
Es stellte sich heraus, dass der einfache Austausch der 3-inch-Bewaffnung gegen die 90-mm-Gun M3 den Turm des M10 Tank Destroyer überlastete und eine neue Turmkonstruktion wurde erforderlich. Der neue Turm erhielt ein motorisiertes Schwenkwerk und ein massives Gegengewicht zum Ausgleich für das schwere Rohr.
Die ersten Prototypen, bezeichnet als 90-mm-Gun Motor Carriage, T71 wurden im September 1943 fertiggestellt. Eine Anfrage dieses Fahrzeug sofort in Fertigung zu nehmen, wurde anfänglich abgelehnt, da man bereits an der Entwicklung von Kampfpanzern mit dieser Bewaffnung arbeitete. Doch die amerikanischen Landstreitkräfte (Army Ground Forces) erklärten sich letztlich im Oktober 1943 zu einer weiteren Erprobung bereit und diese begann unmittelbar auf die Genehmigung folgend.
In der Erprobung wurde der Ring Mount des .50 Cal. Browning M2HB Maschinengewehrs zur Flugabwehr entfernt und das schwere Maschinengewehr erhielt eine Sockelhalterung am Turmheck. Weiterhin wurde in dieser Phase entschieden, dass die neuen Panzerjäger auf dem Fahrgestell des M10A1 Tank Destroyer basieren sollten, da diese in großer Zahl verfügbar waren und das Leistungsprofil dieser Fahrgestelle seine Überlegenheit gegenüber der ursprünglichen Variante zeigte. Nach Abschluss der Erprobung wurde ein Erstauftrag über 300 Fahrzeuge vergeben.
Am 1. Juni 1944 wurde der T71 als 90-mm-Gun Motor Carrige, M36 bei den amerikanischen Streitkräften eingeführt.

## Technische Beschreibung

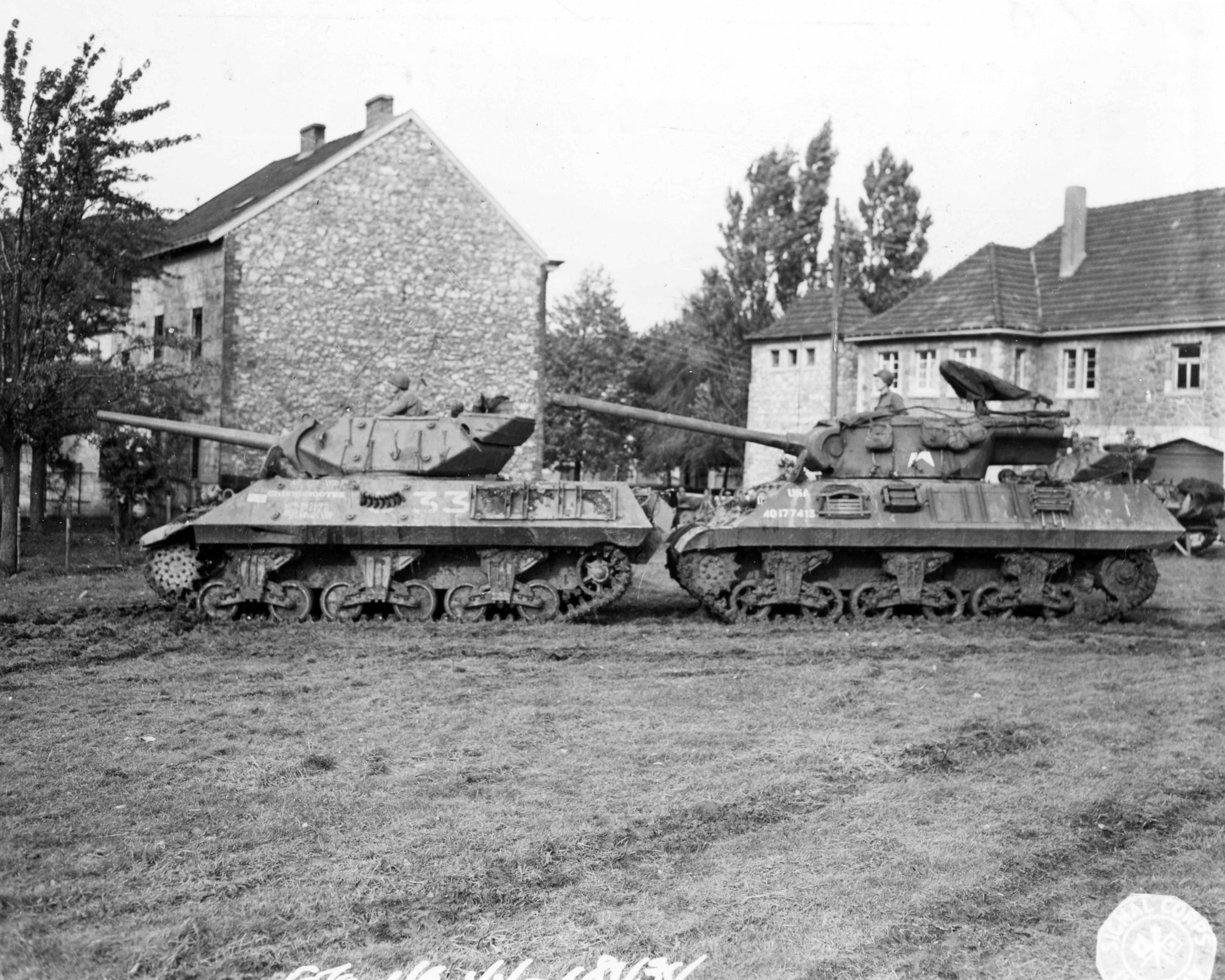
Vergleich M10 und M36 in Deutschland 24. Oktober 1944

Die Erprobung zeigte, dass der neue M36 eine zu schwache Panzerung aufwies. Daher wurde die Panzerung an manchen Stellen verdoppelt. So kam es, dass der M36 an manchen Teilen der Frontpartie eine stärkere Panzerung als der Tiger besaß. Schwachstellen wurden mit zusätzlichen Panzerplatten versehen, so dass er auf ein Gewicht von fast 30 Tonnen kam. Ein neuer Chrysler-Motor mit 500 PS, der im Gegensatz zu seinem Vorgänger bei Beschuss kaum Feuer fing, beschleunigte den Jackson auf bis zu 50 km/h. Im Kampfeinsatz konnten die Besatzungen des M36 viele Abschüsse verzeichnen. Zusätzlich wurde die neue Kampftechnik „shoot-and-scoot“ (feuern und abhauen) eingeführt.

## Produktion

### Produktionszahlen
Da der erste Kontrakt des M10A1 dreihundert Fahrzeuge umfasste, fertigte das Fisher Tank Arsenal, dass zu General Motors gehörte bis Januar 1944 genau diese Anzahl von turmlosen M10A1-Fahrgestellen. Der Umbau durch für die Verwendung als M36 Tank Destroyer erfolgte sofort und dauerte von April bis Juli 1944. Der Auftrag wurde später auf 500 Fahrzeuge erhöht, als man entschied auch die vorhandenen M10A1 zu M36 umzubauen. Am 15. Mai 1944 wurde die Zahl auf 600 Fahrzeuge erhöht.
Von Juni bis Dezember 1944 wurden 500 Tank Destroyer bei Massey-Harris montiert. Weitere 413 von Oktober bis Dezember 1944 bei der American Locomotive Company.
Nachdem sich in der Normandie herausgestellt hatte, dass die M10A1 Tank Destroyer gegen die größeren deutschen Panzerkampfwagen V Panther und VI Tiger einen schweren Stand hatten, wurde der Vertrag am 29. Juli 1944 auf 1.400 Fahrzeuge erweitert. Nun ergab sich ein Problem, denn nur 913 von den 1.413 M10A1 Tank Destroyern, die gebaut worden waren, konnten von Ausbildungseinheiten für den Umbau zurück in die Fertigungsstätten gebracht werden.
Da M10A1-Panzerwannen fehlten entschied man sich für eine improvisierte Lösung. Hierbei wurden die nun überzähligen M36-Türme auf die Wannen von Medium Tank M4A3 Sherman, die den gleichen Motor wie die M10A1 hatten, montiert. Nach einigen Änderungen im Innenraum der Wanne entstand eine neue Variante des M36, die 90 mm Gun Motor Carriage M36B1. Dieser Typ wurden 187 mal von Oktober bis Dezember 1944 gebaut.
Die US Army reduzierte das Lieferziel für 1944 von 1.400 auf 1.342 Fahrzeuge. Weitere 350 Umbauten waren für 1945 geplant und diese Zahl wurde dann auf 584 Fahrzeuge erhöht.
Die letzte Serie von 200 M10A1 wurde im Mai 1945 von den Montreal Locomotive Works umgebaut.
Insgesamt gingen 153 M36 Tank Destroyer im Kampf verloren.

### Änderungen während der Produktionszeit
Nach dem Juli 1943 wurden die Haltepunkte für die Zusatzpanzerung auf der Seitenpanzerung der späteren M10A1 weggelassen, da die Zusatzpanzerungen nie produziert wurde. Die M36 Tank Destroyer behielten bei Produktionsbeginn die „Steigbügel“-Rohrlagerung der M10A1-Kanone auf dem hinteren Aufbau. Die Besatzungen waren unzufrieden, dass eine Rohrstütze für den Marsch auf dem Gefechtsfeld fehlte, die die schwere 90-mm-Gun in einer festen Position halten konnte. Manche Besatzung improvisierte und fertigte eine entsprechende Halterung aus der Rohrstütze eines Kampfpanzers selber an. Ab Anfang November 1944 wurde nach der Fertigung von 600 Fahrzeugen eine Mündungsbremse für das Kanonenrohr eingeführt. Etwa zur gleichen Zeit wurde eine klappbare Rohrstütze für die 90-mm-Gun auf der hinteren Panzerwanne montiert. Am Geschütz selber wurde bei den späteren Fahrzeugen ein stärkerer Ausgleicher und ein leistungsfähigerer Höhenrichtmechanismus verwendet.

## Einsatz

### Zweiter Weltkrieg
Die ersten 40 M36 Tank Destroyer wurden erst im September 1944 nach Europa transportiert und sahen den ersten Kampfeinsatz im Oktober 1944. In der amerikanischen First US Army und Ninth US Army wurden die Fahrzeuge für die Neuausrüstung von Tank Destroyer Battalions der Armoured Divisions verwendet.
Das 703rd Tank Destroyer Battalion wurde ab dem 30. September 1944 neu ausgerüstet.
In der Third US Army wurden Einheiten neu mit diesen Fahrzeugen ausgerüstet, die zuvor mit gezogenen Panzerabwehrkanonen ausgerüstet waren.
Das 610th Tank Destroyer Battalion (Towed) begann am 25. September eine Umschulung auf die neuen Fahrzeuge.
Die erste Einheit die überhaupt M36 Tank Destroyer erhalten hatte, bekam diese Anfang September. Das 776th Tank Destroyer Battalion befand sich zu dieser Zeit in der Verlegung aus Italien und brachte die Fahrzeuge erst im Oktober 1944 zum Einsatz.
Bis zum Jahresende 1944 waren sieben Bataillone umgerüstet worden. Und bis Kriegsende hatte der M36 Tank Destroyer in fast allen Verbänden den M10 Tank Destroyer ersetzt.
Der M36 Tank Destroyer war bei seinen Besatzung wohl recht beliebt, da diese in dem einzigen amerikanischen gepanzerten Unterstützungsfahzeug saßen, das in der Lage war schwere deutsche Panzer über eine größere Distanz zu zerstören. Ein Richtschütze des 814th Tank Destroyer Battalion, Lt. Alfred Rose, wurde ein Abschuss eines PzKpfw V Panther auf eine Distanz von 4.600 yards (4.200 Metern), zugerechnet. Der maximalen Reichweite der Richtoptik. Allerdings konnte die 82 bis 85 mm starke Panzerung eines Panther Geschosse, die in einem bestimmten Winkel auftrafen, durchaus noch auf eine Entfernung von 150 yards (137 Metern) abprallen lassen.
Versuche die im Dezember 1944 vom 703rd Tank Destroyer Battalion durchgeführt worden waren, zeigten, dass die 90-mm-Gun des M36 theoretisch nicht in der Lage sein dürfte die Frontpanzerung eines PzKpfw VI Ausf. B (Tiger II) mit einer der vorhandenen Munitionssorten die verfügbar waren zu durchschlagen. Wegen möglicher Verwechslungsrisiken blieb es taktisch deshalb weiterhin wichtig auch PzKpfw V Panther seitlich anzugreifen.

### Korea-Krieg
Der M36 Tank Destroyer wurde von der US Army im Korea-Krieg eingesetzt. Das Fahrzeug konnte jedes in diesem Konflikt eingesetzte Kampffahrzeuge sowjetischer Bauart zerstören. Eine Nachrüstung aus der Zeit nach dem Zweiten Weltkrieg war ein kugelgelagertes Maschinengewehr in der Fahrzeugfront vor dem Beifahrer-Platz (Funker), über das fast alle Panzer dieser Epoche verfügten. Da zu wenige M26 und M46 Kampfpanzer verfügbar waren, gehörte der M36 Tank Destroyer zu den beliebteren Fahrzeugen aus den Lieferungen des U.S. Military Assistance Program.
Obwohl es sich bei dem Fahrzeug um eine Selbstfahrlafette handelt, wurde der M36 Tank Destroyer bei den Streitkräften der ROK (Republic of Korea) als Panzer klassifiziert. Die südkoreanische Armee, die den Krieg ohne einen einzigen Panzer begonnen hatte, strebte die schnelle Aufstellung einer gepanzerten Einheit an und kaufte die ersten sechs M36 Tank Destroyer für Ausbildungszwecke Ende Oktober 1950. Während des Kriegs erhielt die südkoreanische Armee dann etwa 200 M36 beziehungsweise M36 B2 Tank Destroyer aus amerikanischen Beständen und stellte 9 Panzerkompanien auf.
Jede Panzerkompanie war einer an der Front eingesetzten Infanteriedivision zugeteilt und je ein Zug Panzer von fünf M36 war einem Infanterieregiment als Feuerunterstützung zugeteilt. Die südkoreanischen M36 hatten die neuesten Nachrüstungen erhalten, wie den Wechsel auf die 90-mm-Gun M3 A1 und die Panzerung über dem Gefechtsturm. Auch das Selbstverteidigungs-Maschinengewehr in der Fahrzeugfront, für die Bekämpfung gegnerischer Infanterie, war bei allen koreanischen Gun Motor Carriages M36 montiert worden. Die M36 spielten eine wichtige Rolle in der direkten Feuerunterstützung, wenn erhöht liegende gegnerische Stellungen bekämpft werden mussten. Da die Besatzungen der Fahrzeuge auch aus Korea stammten, war die Kommunikation zwischen der koreanischen Infanterie und diesen Unterstützungsfahrzeugen einfach und ihr Einsatz hatte einen positiven Effekt auf die Moral der Infanterie.
In der Battle of White Horse (Koreanisch: 백마고지 전투, Chinesisch: 白马山战斗; Pinyin: Bái Mǎ Shān Zhàn Dòu), vom 6. bis zum 15. Oktober 1952 konnte die 53. südkoreanische Panzerkompanie, die zur 9. südkoreanischen Infanteriedivision gehörte, erheblich zum Sieg der südkoreanischen Kräfte beitragen, indem die Fahrzeuge flankierend die nordkoreanischen Angriffskräfte mit Beschuss belegten und auch die schweren gegnerischen Waffenstellungen im höher gelegenen Gelände mit Wirkungsfeuer belegten.
Bei der Battle of Betty Hill (Schlacht um Bettys Hügel) vom 15. bis 16. Juli 1953 unterstützte die 57. südkoreanische Panzerkompanie des 3. Panzerbataillons direkte Feuerunterstützung für einen südkoreanischen Zug der die Anhöhe während der Nacht verteidigte. In diesem Gefecht starben etwa 300 angreifende Soldaten der kommunistischen, nordkoreanischen Streitkräfte.
Man muss jedoch auch die Einschränkungen erwähnen die beim Einsatz des M36 Tank Destroyer gegeben waren. Bei größer skalierten Operationen wirkte sich die schwierige Ersatzteilversorgung negativ aus, denn das Fahrzeuge wurde ja bereits nicht mehr im Bestand der US Army geführt. Ausserdem war es nach den ersten Lieferungen schwierig an weitere Fahrzeuge dieses Typs zu kommen. Durch die große Verteilung auf die Infanterieverbände war die Wartung und Instandhaltung komplizierter als bei geschlossenen Verbänden. Deshalb führte die Südkoreanische Armee Anfang 1953 die Fahrzeuge in drei neu gebildeten Panzerbataillonen zusammen.

## Varianten
M36

Standard-Modell des M36
M36B1

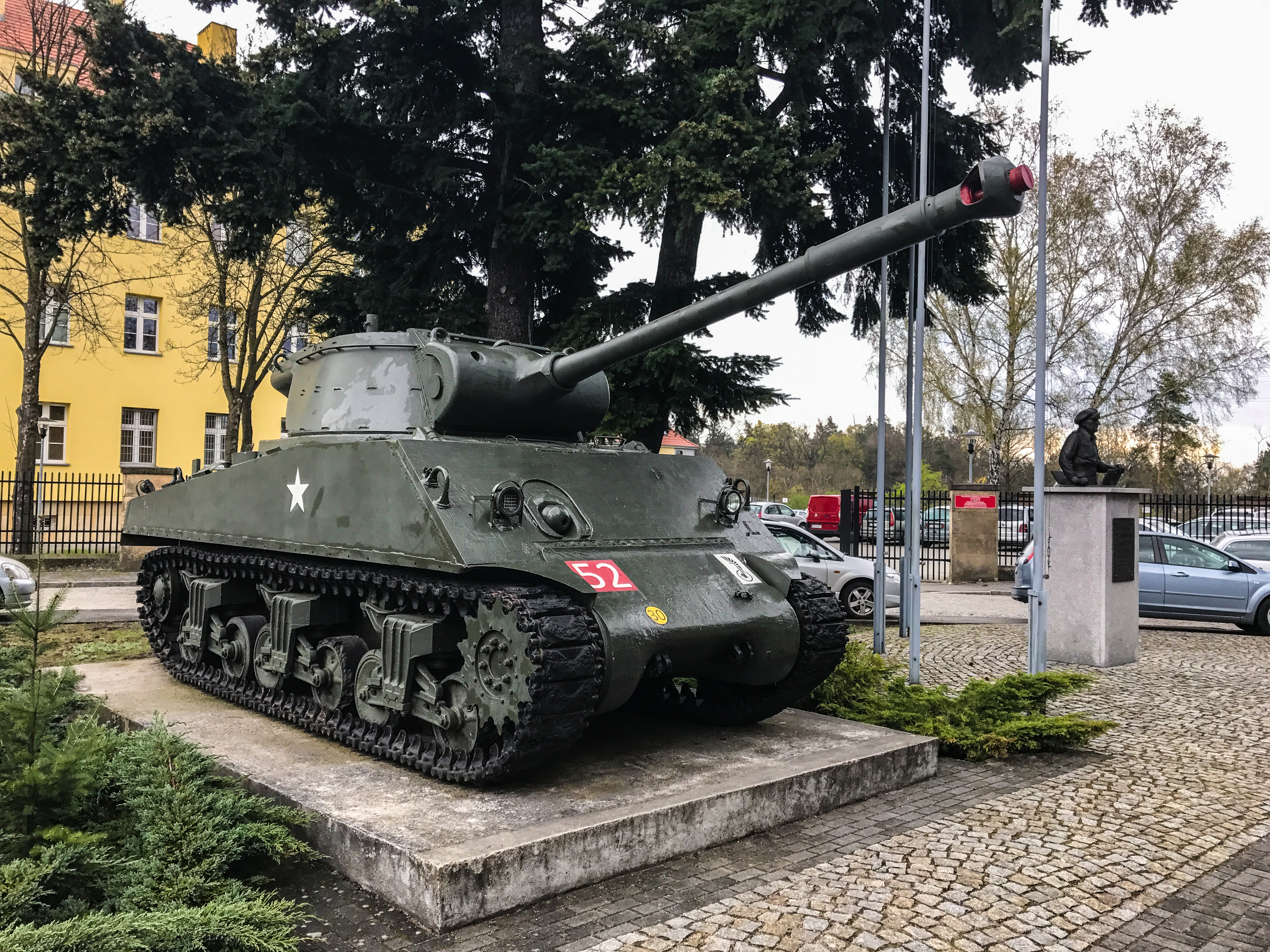
M36B1 vor der Polnischen Panzerschule

M4A3 Sherman-Panzer mit dem Turm des M36. Eingesetzt bei der Ardennenoffensive im Winter 1944/45. Offiziell nahmen diese nicht daran teil, aber es gibt sowohl Fotos als auch Berichte von Augenzeugen aus erster Hand, die zweifelsfrei bestätigen, dass sie an den Kämpfen beteiligt waren.
M36B2

Umbauversion aus Wannen des M10A1 mit einem Dieselmotor von GMC und neuen M36-Türmen.
Später auch mit GMC-Diesel (375 PS), mit höherer Reichweite, aber geringerer Geschwindigkeit.